# Ciara Mageean
Ciara Mageean (Portaferry, 12 de marzo de 1992) es una deportista irlandesa que compite en atletismo, especialista en las carreras de mediofondo.
Ganó tres medallas en el Campeonato Europeo de Atletismo entre los años 2016 y 2024, y una medalla de bronce en el Campeonato Europeo de Atletismo en Pista Cubierta de 2019.

## Palmarés internacional
| Campeonato Europeo                   | Campeonato Europeo       | Campeonato Europeo | Campeonato Europeo |
| Año                                  | Lugar                    | Medalla            | Prueba             |
| ------------------------------------ | ------------------------ | ------------------ | ------------------ |
| 2016                                 | Ámsterdam (Países Bajos) | Medalla de bronce  | 1500 m             |
| 2022                                 | Múnich (Alemania)        | Medalla de plata   | 1500 m             |
| 2024                                 | Roma (Italia)            | Medalla de oro     | 1500 m             |
| Campeonato Europeo en Pista Cubierta |                          |                    |                    |
| Año                                  | Lugar                    | Medalla            | Prueba             |
| 2019                                 | Glasgow (Reino Unido)    | Medalla de bronce  | 1500 m             |